# Агарунов, Яков Михайлович
Яков Михайлович Агарунов (25 апреля 1907, Еврейская Слобода, Бакинская губерния — 31 мая 1992, Баку) — политический и общественный деятель Азербайджана, горско-еврейский поэт и драматург, автор нового горско-еврейского алфавита.

## Биография
Родился в семье садовода.
Учился в традиционной еврейской школе, в 1915—1919 гг. — одновременно и в русской школе.
С 1920 года — комсомольский активист; участвовал в работе самодеятельного драмкружка. В 1924—1925 гг. перевёл с азербайджанского на горско-еврейский язык пьесу Узеира Гаджибекова «Аршин мал алан».
В 1925—1928 гг. учился на рабфаках Москвы и Баку. Окончил исторический факультет Бакинского педагогического института и Высшую партийную школу при ЦК ВКП(б).
С 1932 года — в аппарате ЦК КП(б) Азербайджана. В 1934—1938 гг. — редактор республиканской газеты «Коммунист» на горско-еврейском языке, одновременно — заместитель директора Государственного Азербайджанского государственного издательства (курировал издание всех книг на горско-еврейском языке).
С 1937 года — кандидат в члены ЦК КП(б) Азербайджана. С 1938 года — 1-й секретарь Орджоникидзевского райкома партии, самого крупного нефтедобывающего района Республики. В течение 1938—1939 гг. Орджоникидзевский район стал передовым нефтяным районом СССР; Я. М. Агарунов был награждён орденом Трудового Красного Знамени. С 1939 года — член ЦК КП(б) Азербайджана.
С 1941 года — секретарь Бакинского горкома партии по нефтяной промышленности. В первый же год войны нефтяники Баку дали стране 23,5 млн тонн нефти; за образцовое выполнение задания правительства Я. М. Агарунов был награждён орденом «Знак Почёта».
Осенью 1942 года в числе 5000 бакинских специалистов был направлен на освоение нефтяной целины в Куйбышевскую область, назначен секретарем Куйбышевского областного комитета КПСС по нефтяной промышленности. В 1943 году нефтяники Куйбышева увеличили добычу на 42 %, открыли и ввели в эксплуатацию новые нефтяные и газовые месторождения, построили первый в СССР дальний газопровод. За образцовое выполнение задания партии и правительства в условиях военного времени Я. М. Агарунов был награждён орденом Ленина. Министр нефтяной промышленности СССР Н. К. Байбаков назвал Я. Агарунова «одним из создателей отечественной нефтяной промышленности».
В 1947—1950 гг. — секретарь Бакинского горкома партии.
В 1963—1971 гг. — заместитель директора Всесоюзного научно-исследовательского института по технике безопасности нефтяной промышленности.
Неоднократно избирался членом ЦК КП(б) Азербайджана, депутатом Верховного Совета Азербайджанской ССР. Был делегатом многих партийных конференций и съездов, в том числе и делегатом XVIII съезда ВКП(б) (1939).
После ухода на пенсию продолжал заниматься общественной и публицистической деятельностью, был членом Комитета Революционной славы Республики.

### Семья
- Сын Михаил (1936—2023) — профессор, химик, специалист по генеалогии горских евреев[1].
- Дочь Эльмира (род. 1940) — кандидат химических наук.

## Творчество
Стоял у истоков еврейско-татской литературы. Используя поэтику фольклора, Агарунов пытался наполнить свои произведения актуальным, в духе официальной политики, общественным содержанием.
Возглавлял группу составителей татского алфавита на основе латиницы, принятого на Второй Всесоюзной конференции по культурному строительству среди горских евреев, созванной для решения вопроса татского алфавита (апрель 1929, Баку).
Составил татско-русский и русско-татский словари на 8000 слов (опубликованы сыном).
Агарунов — автор мемуаров «Нефть и Победа» (Баку, 1991), «Большая судьба маленького народа» (М., 1995), «Как создавалась татская литература» (отрывки на еврейско-татском языке опубликованы в альманахе «Ватан советиму», 1974-77).

### Известные произведения
- Стихотворение «Ковтэр» («Голубь», 1920) — считается первым поэтическим произведением на татском языке.
- Сатирическая комедия «Падшох, рабби ва-ошир» («Царь, раввин и богач»; 1920) — написана для любительской молодёжной труппы.
- Пьеса «Тахзир кини» («Чья вина?», другое название «Слёзы радости»; 1928) — неоднократно ставилась на сценах горско-еврейского театра в Баку и Дербента.
- Стихотворение «Духдар доги» («Горская девушка», 1928).

### Избранные публикации
- Агарунов Я. М. Большая судьба маленького народа [О горских евреях (татах)] : (Воспоминания). — М.: Чоро, 1995. — 154 с. — 2000 экз. — ISBN 5-8497-0014-5.[3]
- Агарунов Я. М. Героические свершения азербайджанских нефтяников в годы Великой Отечественной войны. — Баку: Азернешр, 1982. — 107 с. — 4000 экз.[4] || Нефть и победа : (Героич. свершения азерб. нефтяников в годы Великой Отеч. войны 1941-45 гг.). — Баку: Азернешр, 1991. — 166 с. — 5000 экз.[5]
- Агарунов Я. М. Как создавалась татская литература // Ватан советиму. — 1974—1977. (отрывки; на еврейско-татском языке)
- Агарунов Я. М., Агарунов М. Я. Большой словарь языка горских евреев - джуури: Книга I. Джуури-русский словарь; Книга II. Русско-джуури словарь. — Пятигорск: ПЕРО «Геула»; РИА-КМВ, 2010. — 660 с.[6]
- Агарунов Я. М., Агарунов М. Я. Татско (еврейско)-русский словарь: Ок. 9000 слов. — М.: Еврейский университет в Москве, 1997. — 204 с.[6]

## Награды
- Орден Ленина
- Орден Трудового Красного Знамени (27.04.1940) — «в ознаменование 20-й годовщины освобождения Азербайджана от ига капитализма и установления там советской власти, за успехи в развитии нефтяной промышленности, за достижения в области подъёма сельского хозяйства и образцовое выполнение строительства Самур-Дивичинского канала»
- Орден «Знак Почёта»
- Медаль «За оборону Кавказа»
- Медаль «За доблестный труд в Великой Отечественной войне 1941—1945 гг.»
- Юбилейная медаль «Тридцать лет Победы в Великой Отечественной войне 1941—1945 гг.»
- Юбилейная медаль «За доблестный труд. В ознаменование 100-летия со дня рождения Владимира Ильича Ленина»
- Медаль «Ветеран труда»
- Знак «50 лет пребывания в КПСС»
- Знак «Почётный нефтяник СССР»
- Персональный пенсионер союзного значения